# 杜霍夫尼茨科耶
杜霍夫尼茨科耶（羅馬化：Dukhovnitskoye）是俄罗斯萨拉托夫州的市级镇、该州杜霍夫尼茨科耶区行政中心及规模最大聚居地。地处萨拉托夫州东北部，位于伏尔加河（萨拉托夫水库）左岸，在州府萨拉托夫东北方，西与赫瓦伦斯克市隔河相望。
建于1778年，1966年设市级镇。该地2022年人口有4,629人；2010年人口5,338；2002年人口5,987；1989年人口6,494。